# Pierre Louis Pélagie Girard
Pour les articles homonymes, voir Girard.
Pierre Louis Pélagie Girard, né le 26 novembre 1773 à Lyon (Rhône), mort le 16 mai 1818 à Clermont-Ferrand (Puy-de-Dôme), est un général français de la Révolution et de l’Empire.

## États de service
Il entre en service le 14 juillet 1792 au 13e régiment de dragons. En 1795, et 1796, il est affecté à l’armée de l’Ouest et le 20 janvier 1797, il est aide de camp du général Bourcier à l’armée de Rhin-et-Moselle. En 1798 et 1799, il sert successivement à l’armée d’Helvétie et du Rhin, et il est nommé capitaine le 30 juillet 1800.
Il participe aux campagnes de 1805 et 1806, à la Grande Armée, il est fait chevalier de la Légion d’honneur le 14 mars 1806, et il est élevé au grade de chef d’escadron le 20 novembre 1806.
Le 3 janvier 1807, il devient aide de camp de Jérôme Bonaparte, et il est nommé colonel le 18 novembre 1807 au royaume de Westphalie. Le 4 mars 1808, il est chargé d’organiser un régiment de chevau-légers lanciers.
Il est promu général de brigade le 28 juillet 1808, et le 13 août 1808, il est capitaine du corps de la garde royale. Le 1er septembre 1809, il est envoyé comme ministre plénipotentiaire du royaume de Westphalie au Grand-duché de Bade. Il est fait chevalier de l’Ordre militaire de Maximilien-Joseph de Bavière le 25 juillet 1810, puis le 12 septembre 1810, il occupe les mêmes fonctions dans le Royaume de Wurtemberg. Le 12 septembre 1812, il devient chambellan du roi de Westphalie.
Le 8 janvier 1814, il est de retour en France, il est fait général de brigade le 8 février 1814, et il est nommé commandant du département de la Sarthe le 23 février suivant.
Lors de la Première Restauration, le roi Louis XVIII le nomme officier de la Légion d’honneur le 17 janvier 1815 et le confirme dans son commandement. 
Pendant les Cent-Jours, son poste est supprimé le 15 avril 1815 et il reste sans affectation.
Il meurt le 16 mai 1818 à Clermont-Ferrand.

## Sources
- (en) « Generals Who Served in the French Army during the Period 1789 - 1814: Eberle to Exelmans »
- Thierry Pouliquen, « Les généraux français et étrangers ayant servis [sic] dans la Grande Armée » (consulté le 16 décembre 2013)
- « Cote LH/1145/57 », base Léonore, ministère français de la Culture
- (pl) « Napoléon.org.pl »